# Cheilodactylus rubrolabiatus
Cheilodactylus rubrolabiatus — вид окунеподібних риб родини Джакасові (Cheilodactylidae). Це морський вид, що мешкає на коралових рифах на сході Індійського океану біля узбережжя Західної Австралії. Тіло завдовжки до 40 см.